# Acronicta fuscomarginata
Acronicta fuscomarginata là một loài bướm đêm trong họ Noctuidae.